# Der Anschnitt
Der Anschnitt. Zeitschrift für Kunst und Kultur im Bergbau ist eine international bedeutsame deutschsprachige montanhistorische und montanarchäologische Zeitschrift. Herausgeber ist der Förderverein des Deutschen Bergbau-Museums Bochum, der Verein der Freunde von Kunst und Kultur im Bergbau e. V. in Bochum. Sie erscheint jährlich viermal, davon zweimal als Doppelheft. Der Gesamtumfang aller sechs Jahreshefte beträgt 216 Seiten.

## Geschichte
Der Anschnitt erscheint seit 1947. Er beinhaltet im Wesentlichen Fachaufsätze zu bergbaugeschichtlichen Thematiken, Rezensionen und Veranstaltungshinweise. Als Beilage ist der Zeitschrift jeweils ein Farbdruck mit Erläuterungen zum Thema Meisterwerke bergbaulicher Kunst und Kultur beigefügt.
Jeweils im letzten Heft liegt die Internationale Bibliographie Aufsatzliteratur zur Montangeschichte bei, in der Abhandlungen in anderen Zeitschriften oder Sammelpublikationen erfasst werden.
Neben den 1000 Vereinsmitgliedern wird die Zeitschrift vor allem an Abonnementsleser vertrieben. Wegen seines hohen Niveaus wird der Anschnitt auch von zahlreichen wissenschaftlichen Einrichtungen und Bibliotheken bezogen.
Schriftleiter des Anschnitts ist Dietmar Bleidick. Zur Wahrung der Qualität besteht ein wissenschaftlicher Beirat, dem seit 2003 ausschließlich externe Fachleute angehören. Derzeit (Stand 2020) sind dies Jana Geršlová (TU Ostrava) aus Ostrava, Karl-Heinz Ludwig aus Bremen, Thilo Rehren aus London und Wolfhard Weber aus Bochum.